# Sig (distrito)
Sig é um distrito localizado na província de Mascara, Argélia, e cuja capital é a cidade de mesmo nome. A população total do distrito era de 84 822 habitantes, em 2008.[carece de fontes?]

## Comunas
O distrito está dividido em três comunas:
- Sig
- Chorfa
- Bou Henni